# 魏鉴章
魏鉴章（1937年6月—）是一位中国林学家。

## 生平
1937年出生于广东省五华县横陂镇联长村。1959年毕业于华南农业大学，之后在河南农业大学任教。1963年3月，调到河南省林业科学研究所研究泡桐，之后在河南兰考县协助焦裕禄、推广泡桐绿化平原项目。1964年，项目成功，获河南省科技进步二等奖二项，国家科委、农委推广奖一项，被授予“有突出贡献专家”称号，享受国务院政府特殊津贴。1993年1月19日，河南省人民政府命名王泽有、魏鉴章、王铁章、罗秀钧等人为第二批“河南省优秀专家”。